# Parapalu
Parapalu (Duits: Perrapallo) is een plaats in de Estlandse gemeente Räpina, provincie Põlvamaa. De plaats heeft de status van dorp (Estisch: küla) en telde 7 inwoners in 2011. In 2021 waren dat er ‘< 4’.
De plaats lag tot in oktober 2017 in de gemeente Meeksi. In die maand werd het grootste deel van Meeksi bij de gemeente Räpina gevoegd.
Het grondgebied van Parapalu strekt zich uit tot aan het Peipusmeer; de plaats zelf ligt daar 2 km vandaan. Bij het Peipusmeer ligt de haven Laaksaare, waar een veerdienst wordt onderhouden met het eiland Piirissaar.

## Geschiedenis
Parapalu werd voor het eerst genoemd in 1582 onder de naam Parapallo. Het dorp viel onder het landgoed van Repin (Räpina). Na 1670 werd het dorp vernietigd en werd op die plek een Beihof ingericht, een landgoed dat onderdeel uitmaakt van een ander landgoed, in dit geval Repin. In 1700, tijdens de Grote Noordse Oorlog, werden alle gebouwen van de ‘Beihof’ platgebrand. Na de oorlog mochten zich weer boeren vestigen op het grondgebied en ontstond opnieuw een dorp. In de 18e eeuw kwam het onder het landgoed van Meeksi te vallen.